# 笠島站
笠島站（日语：／ Kasashima eki */?）是東日本旅客鐵道（JR東日本）信越本線的鐵路車站，位於日本新潟縣柏崎市大字笠島。

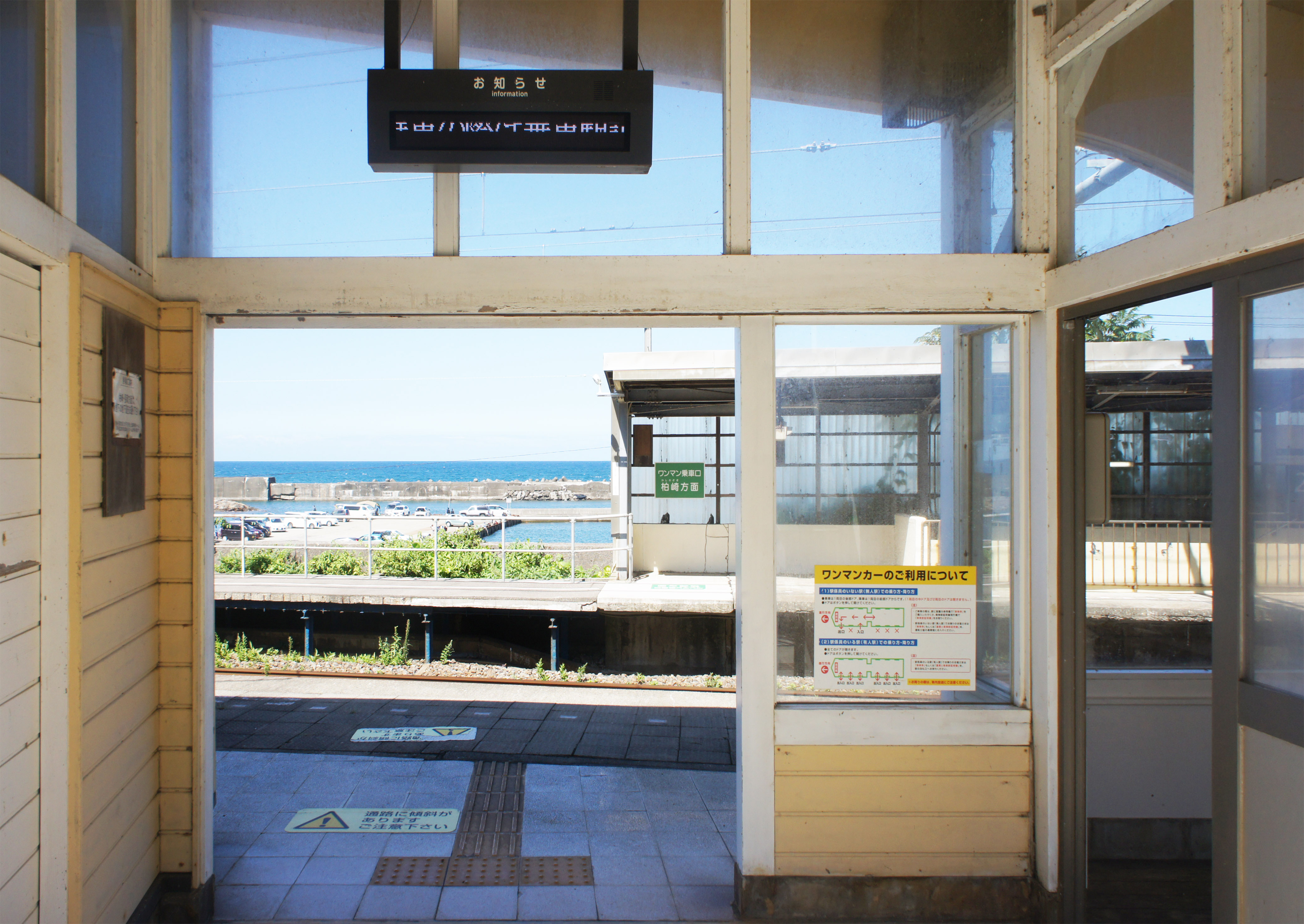
月台入口(2021年9月)

## 歷史
- 1952年（昭和27年）7月1日：開業。
- 1987年（昭和62年）4月1日：國鐵分割民營化，成為東日本旅客鐵道的一個車站。
- 2004年（平成16年）：新站舍竣工

## 車站結構

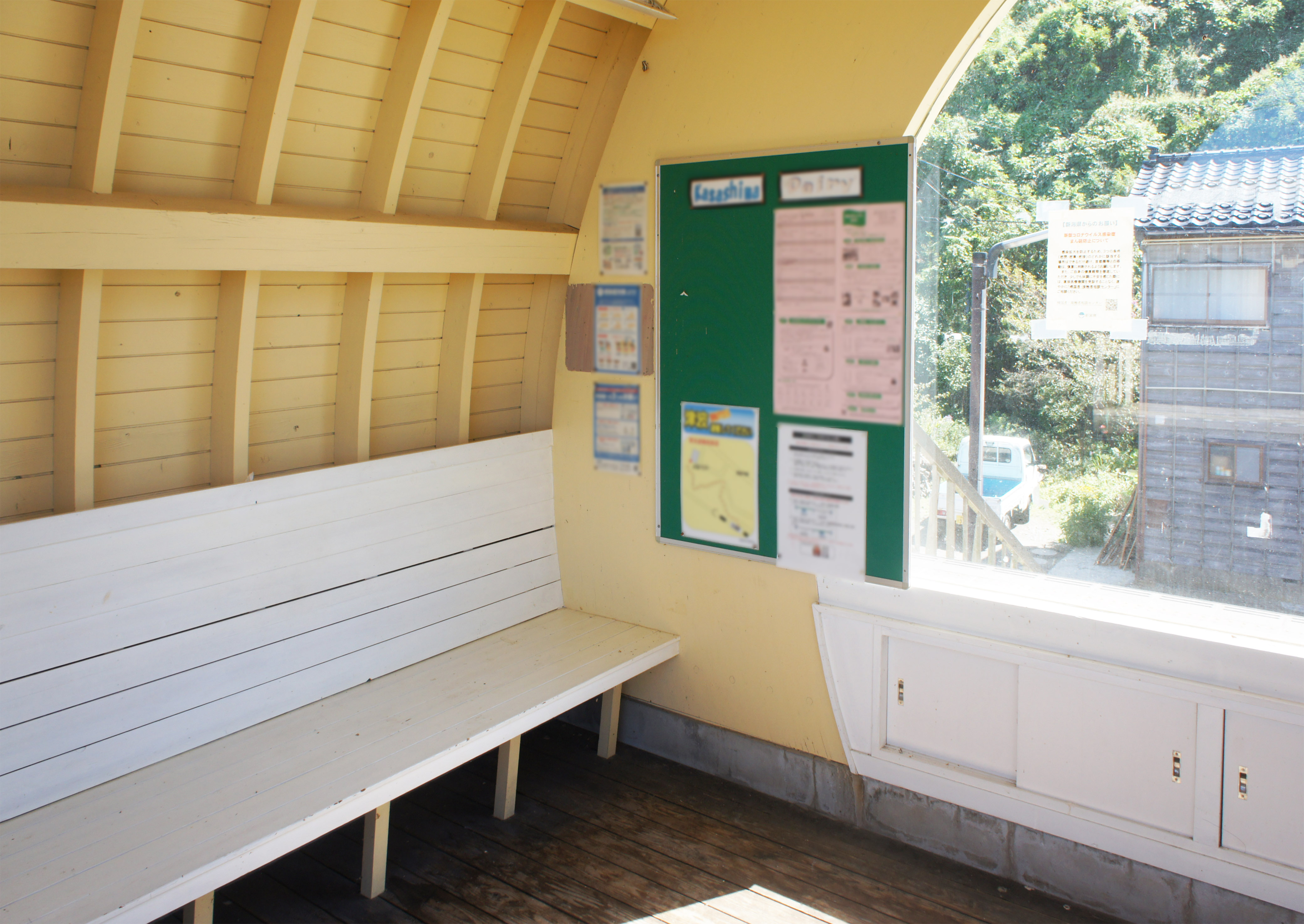
候車室内(2021年9月)

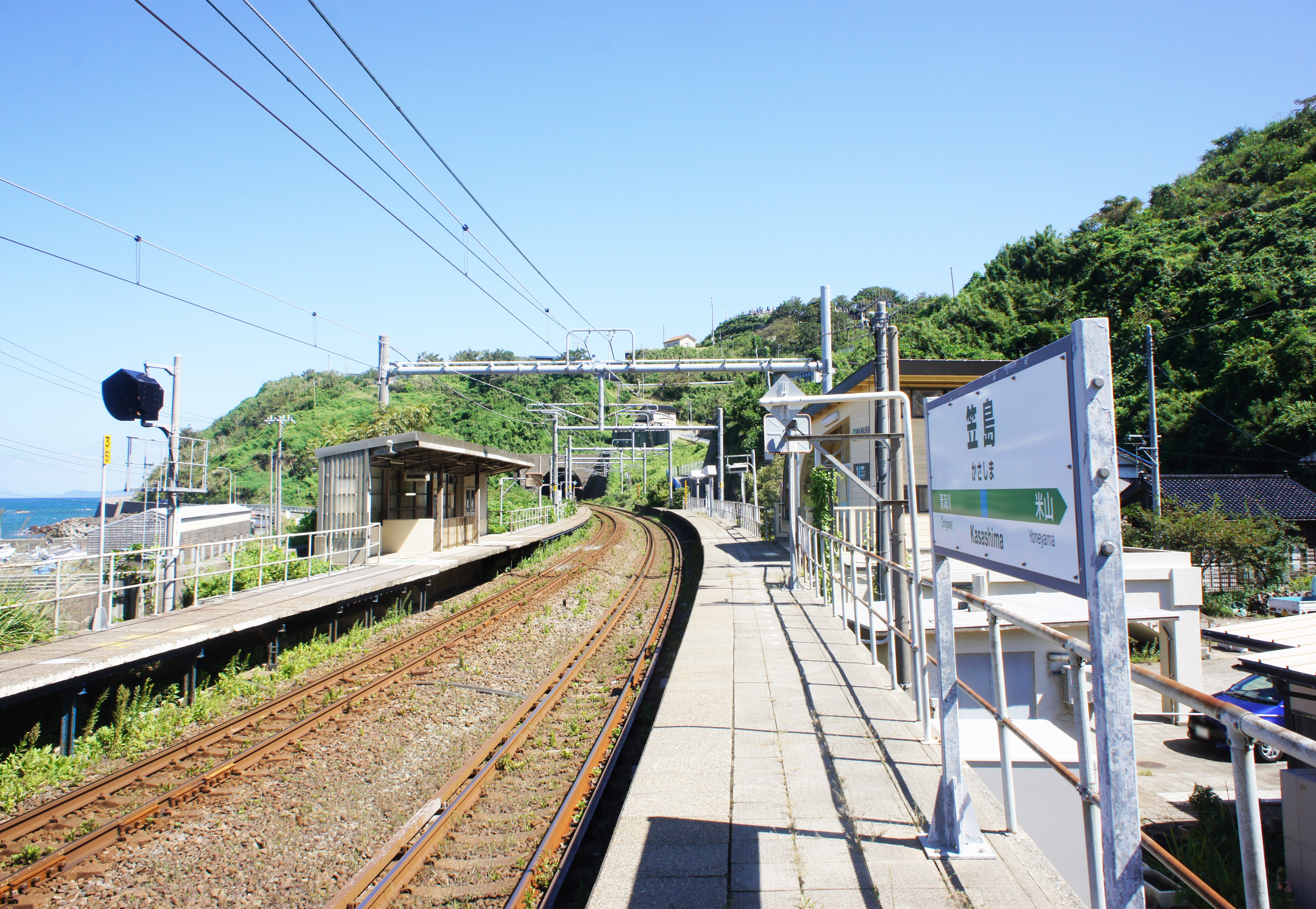
月台(2021年9月)

本站為側式月台2面2的地面車站，並設有自動售票機和驗票閘門。

### 月台配置
| 月台 | 路線      | 方向 | 目的地                                  |
| ---- | --------- | ---- | --------------------------------------- |
| 南側 | ■信越本線 | 上行 | 直江津方面 ■妙高躍馬線直通 妙高高原方面 |
| 北側 | ■信越本線 | 下行 | 長岡方面                                |

## 车站周边
- 北陸自動車道
- 国道8号

## 相鄰車站
東日本旅客鐵道（JR東日本）
■信越本線
■普通
米山－上下濱－青海川